# Noah Centineo
Noah Gregory Centineo (* 9. květen 1996, Miami) je americký herec. Proslavil se rolemi v televizním seriálu The Fosters a v televizních filmech Dokonalý KLUK,Všem klukům, které jsem milovalal a Sierra Burgess je marná.

## Životopis
Narodil se v Miami na Floridě. Je synem Kellee Janel (rozené Andresové) a Gregoryho Vincenta Centinea, obchodníka, který produkoval animovaný film z roku 2013 Legenda Země Oz: Dorotka se vrací. Má italské kořeny. Vyrostl v Boynton Beach na Floridě. Má starší sestru Taylor. Navštěvoval základní uměleckou školu BAK Middle School of the Arts a střední školu Boca Raton Community High School, za kterou také hrál fotbal. V roce 2012 opustil Boca Raton a přestěhoval se do Los Angeles.

## Kariéra
V roce 2009 si zahrál hlavní roli Joshe Peterse v rodinném filmu The Gold Retrievers. Poté získal menší role v sitcomech stanice Disney Austin a Ally a Na parket!. V roce 2014 si zahrál roli Jadena Starka v romantickém televizním filmu stanice Disney How to Build a Better Boy. Ten samý rok byl obsazen do pilotního dílu seriálu Growing Up and Down, ale seriál nakonec nebyl stanicí objednán. V roce 2015 převzal roli Jesuse Adamse v seriálu stanice Freeform The Fosters. Poprvé se v roli objevil v třetí řadě v dílu nazvaném „Lucky“, který byl vysílán dne 17. srpna 2015. V roce 2017 získal za svojí roli nominaci na cenu Teen Choice Awards v kategorii nejlepší letní televizní mužská hvězda.
V roce 2017 si zahrál Hawka v dramatickém seriálu Ozn@čená a teenagera Johnnyho Sanderse juniora v romantické komedii SPF-18. Ten samý rok si zahrál ve videoklipu zpěvačky Camily Cabello k písničce „Havana“.
V roce 2018 si zahrál ve dvou netflixových filmech. Roli Petera Kavinskyho si zahrál ve filmové adaptaci stejnojmenného románu od Jenny Han Všem klukům, které jsem milovala a roli Jamieho si zahrál ve filmu Sierra Burgess je marná. V roce 2019 měly premiéry filmy Dokonalé rande a Charlieho andílci. V roce 2020 měl premiéru film Všem klukům: P.S. Stále tě miluju.

## Filmografie

### Film
| Rok           | Název                             | Role                            | Poznámky            |
| ------------- | --------------------------------- | ------------------------------- | ------------------- |
| 2009          | Zlatí retrívři                    | Josh Peters                     |                     |
| 2011          | Turkles                           | David                           |                     |
| 2012          | Wordplay                          | Carter Phillips                 | krátkometrážní film |
| 2014          | Abraham & Sarah, the Film Musical | mladý Ishmael                   |                     |
| 2014          | Another Assembly                  | Gabe                            |                     |
| 2016          | Penguin Flu                       | Brandon Bradley                 | krátkometrážní film |
| 2017          | SPF-18                            | Johnny Sanders Jr.              |                     |
| 2017          | Can't Take It Back                | Jake Roberts                    |                     |
| 2018          | Všem klukům, které jsem milovala  | Peter Kavinsky                  |                     |
| 2018          | Sierra Burgess je marná           | Jamey                           |                     |
| 2018          | Swiped                            | Lance Black                     |                     |
| 2019          | Dokonalé rande                    | Brooks Rattigan                 |                     |
| 2019          | Charlieho andílci                 | Langston                        |                     |
| 2020          | Všem klukům: P.S. Stále tě miluju | Peter Kavinsky                  |                     |
| 2021          | Masters Of The Universe           | He-Man                          |                     |
| 2021          | Všem klukům: Navždy s láskou      | Peter Kavinsky                  |                     |
| 2022          | Black Adam                        | Albert Rothstein / Atom Smasher |                     |
| bude oznámeno | My Diary                          | bude oznámeno                   |                     |

### Televize
| Rok       | Název                      | Role                    | Poznámky                                                       |
| --------- | -------------------------- | ----------------------- | -------------------------------------------------------------- |
| 2011–2012 | Austin a Ally              | Dallas                  | 3 díly                                                         |
| 2013      | Marvin Marvin              | Blaine Hotman           | díl: „Double Date“                                             |
| 2013      | #TheAssignment             | Ben/Noah/George/Cameron | 4 díly                                                         |
| 2013      | Ironside: Na straně zákona | (hlas)                  | díl: „Minor Infractions“                                       |
| 2013      | Na parket!                 | Monroe                  | díl: „Psych It Up“                                             |
| 2014      | Growing Up and Down        | Ben Eastman             | neprodaný televizní pilotní díl                                |
| 2014      | Jessie                     | Rick Larkin             | díl: „Hoedown Showdown“                                        |
| 2014      | Táta to zvládne            | Carson Castle           | díl: „See Dad Watch Janie Run Away“                            |
| 2014      | Newsreaders                | Josh                    | díl: „F- Dancing, Are You Decent?“                             |
| 2014      | Dokonalý KLUK              | Jaden Stark             | TV film                                                        |
| 2015–2018 | The Fosters                | Jesus Adams Foster      | hlavní role (3.–5. řada), 53 dílů                              |
| 2017–2018 | Ozn@čená                   | Hawk                    | vedlejší role, 20 dílů                                         |
| 2018      | Držte krok s Kardashians   | sám sebe                | díl: „Let's Play Ball“                                         |
| 2019      | Good Trouble               | Jesus Adams Foster      | díly: „Byte Club“ a „A Very Coterie Christmas (Xmas Part Two)“ |

### Videoklipy
| Rok  | Název                | Umělec                        |
| ---- | -------------------- | ----------------------------- |
| 2017 | „Havana“             | Camila Cabello ft. Young Thug |
| 2019 | „Save Me Tonight“    | Arty                          |
| 2019 | „Are You Bored Yet?“ | Wallows feat. Clairo          |

## Ocenění a nominace
| Rok  | Ocenění                         | Kategorie                                         | Práce                            | Výsledek  |
| ---- | ------------------------------- | ------------------------------------------------- | -------------------------------- | --------- |
| 2017 | Teen Choice Awards              | nejlepší letní televizní hvězda: muž              | The Fosters                      | nominace  |
| 2019 | Nickelodeon Kids' Choice Awards | nejlepší filmový herec                            | Všem klukům, které jsem milovala | vítězství |
| 2019 | MTV Movie & TV Awards           | nejlepší filmový polibek (sdíleno s Lanou Condor) | Všem klukům, které jsem milovala | vítězství |
| 2019 | MTV Movie & TV Awards           | objev roku                                        | Všem klukům, které jsem milovala | vítězství |
| 2019 | Teen Choice Awards              | nejlepší filmový herec: drama                     | Všem klukům, které jsem milovala | nominace  |
| 2019 | Teen Choice Awards              | nejlepší filmový pár (sdíleno s Lanou Condor)     | Všem klukům, které jsem milovala | nominace  |
| 2019 | Teen Choice Awards              | nejlepší filmový pár (sdíleno s Laurou Marano)    | Dokonalé rande                   | nominace  |
| 2019 | Teen Choice Awards              | nejlepší filmový herec: komedie                   | Dokonalé rande                   | vítězství |
|      | People's Choice Awards          | nejoblíbenější filmová hvězda (komedie)           | Dokonalé rande                   | vítězství |